# Terremoto di Elâzığ del 2020
Il terremoto di Elâzığ del 2020 è stato un evento sismico verificatosi nella provincia di Elâzığ in Turchia il 24 gennaio 2020 alle ore 20:55 locali (17:55 UTC), con una magnitudo di 6,7 Mw. L'epicentro del terremoto è stato nella città di Sivrice nella provincia di Elazığ; la scossa è stata avvertita anche nelle province vicine di Diyarbakır, Malatya e Adıyaman e nelle zone confinanti di Armenia, Siria e Iran.

## Reazioni
Pakistan: II ministro degli esteri pakistano Shah Mahmood Qureshi, durante una telefonata con il ministro degli esteri turco, ha espresso la volontà del Pakistan di assistere la Turchia nelle operazioni di salvataggio nelle aree colpite dal sisma.